# Raffaele Ferrara
Raffaele Ferrara (Napels, 30 oktober 1976) is een voormalig wielrenner uit Italië. Hij was actief als beroepsrenner van 2001 tot 2011. 

## Erelijst
1998
- 2e in Trofeo Zssdi - Un. Circ. Sloveni in Italia

2000
- 1e in Eindklassement Baby Giro
- 1e in Eindklassement Giro del Friuli Venezia Giulia

2001
- 3e in Eindklassement Brixia Tour
- 3e in 4e etappe Regio Tour International

2002
- 3e in Rund um die Hainleite-Erfurt
- 5e in Ronde van de Haut-Var

2005
- 4e in Eindklassement Ronde van Slovenië

## Grote rondes
Eindklasseringen in grote rondes, met tussen haakjes het aantal etappeoverwinningen.
| Jaar | Ronde van Italië | Ronde van Frankrijk | Ronde van Spanje |
| ---- | ---------------- | ------------------- | ---------------- |
| 2002 |                  |                     | opgave           |
| 2003 |                  | opgave              |                  |